# Tōru Fujisawa
Fujisawa Tohru (藤沢とおる) es un mangaka. Nació el 12 de enero de 1967, su primer trabajo fue " Adesugata Junjo Boy " publicado en el año 1989 en la editorial Weekly Shonen Magazine. Su trabajo más famoso es " Great Teacher Onizuka " (GTO).

## Obras
- GTO Shounan 14 days (2009-2012, Shōnen Magazine, Kōdansha)
- Tokko (TOKKO 特公, Afternoon, Kōdansha)
- Wild Base ballers (WILD BASE BALLERS, 2003-, Shōnen Magazine. Dibujo por Taroh Sekiguchi)
- Himitsu Sentai Momo Rider (ひみつ戦隊モモイダー, 2003-, Young Jump, Shūeisha)
- Kamen Teacher ( KAMEN SENSEI, 2007, Young Jump)
- Rose Hip Rose (ROSE HIP ROSE)
- Rose Hip Zero (ROSE HIP ZERO, 2005-2006, Shōnen Magazine)
- Great Teacher Onizuka (GTO, 1997-2002, Shōnen Magazine)
- Bad Company (1997)
- Shounan Jun'ai Gumi (湘南純愛組!, 1990-1996 Shōnen Magazine)
- Adesugata Junjou Boy (艶姿純情BOY, 1989 Shōnen Magazine, Kōdansha)

GTO Lost Paradise acaba 2024
Su obra más conocida se trata de Great Teacher Onizuka un manga de 25 tomos sobre un motero que decide convertirse en profesor.
- Datos: Q463346